# Nectria plagianthi
Nectria plagianthi är en svampart som beskrevs av Dingley 1951. Nectria plagianthi ingår i släktet Nectria och familjen Nectriaceae.   Inga underarter finns listade i Catalogue of Life.